# Cesar Ruiz (Footballspieler)
Cesar Ruiz (* 14. Juni 1999 in Camden, New Jersey) ist ein American-Football-Spieler auf der Position des Guards, der für die New Orleans Saints in der National Football League (NFL) spielt.
Er spielte  College Football an der University of Michigan für die Wolverines und wurde von den Saints in der ersten Runde des NFL Draft 2020 ausgewählt.

## Frühe Jahre und Highschool
Ruiz ist in Camden, New Jersey, geboren und aufgewachsen. Ruiz' Vater, Edwin Ruiz, kam ums Leben, als Cesar acht Jahre alt war. Er wurde von einem Autofahrer angefahren, als er einem anderen Fahrer beim Reifenwechsel half. Ruiz besuchte die Camden High School, bevor er nach seinem zweiten Schuljahr an die IMG Academy in Bradenton, Florida, wechselte. Ruiz wurde 2017 als Senior zum Under Armor All-American ernannt. Er wurde als Vier-Sterne-Talent und landesweit als bester Center seines Jahrgangs eingestuft. Ruiz entschied sich gegen Angebote von Florida, Auburn, LSU und verschiedenen anderen Programmen und begann, in Michigan College Football zu spielen.

## College
Ruiz spielte als Freshman in zehn Spielen und startete fünf Spiele als Right Guard und Long Snapper, wobei sein erster Karrierestart gegen Minnesota erfolgte. Als Sophomore startete Ruiz alle 13 Spiele als Center und wurde von den Trainern der Liga in die dritte Mannschaft All-Big Ten Conference berufen und von den Medien lobend erwähnt.
Ruiz stand zu Beginn seiner Junior-Saison auf der Beobachtungsliste für die Rimington Trophy. Er startete alle 13 Spiele von Michigan als Center, wobei er in 447 Snaps nur acht Quarterback-Pressures zuließ, wurde von Pro Football Focus zum besten College-Football-Center im Passblock ernannt und von den Trainern in die zweite Mannschaft All-Big Ten und von den Medien in die dritte Mannschaft gewählt. Nach dem Saisonende gab Ruiz bekannt, dass er auf seine Senior-Saison verzichten wolle, um am NFL Draft 2020 teilzunehmen. Über drei Spielzeiten hinweg bestritt Ruiz 36 Spiele für Michigan, wobei er 31 Spiele startete.

## NFL
Ruiz wurde von den New Orleans Saints in der ersten Runde des NFL Draft 2020 an 24. Stelle ausgewählt.